# Santo Tomas (La Union)
Santo Tomas ist eine Stadtgemeinde in der philippinischen Provinz La Union und liegt am Golf von Lingayen. Im Jahre 2015 zählte sie 39.092 Einwohner. Das Gebiet ist teilweise sehr flach, steigt aber in Richtung Osten an.
Santo Tomas ist in folgende 24 Baranggays aufgeteilt:
| - Ambitacay - Bail - Balaoc - Balsaan - Baybay - Cabaruan - Casantaan - Casilagan - Cupang - Damortis - Fernando - Linong | - Lomboy - Malabago - Namboongan - Namonitan - Narvacan - Patac - Poblacion - Pongpong - Raois - Tubod - Tococ - Ubagan |